# Oscar Zubía
Joffre Óscar Zubía (né le 8 février 1946 à Montevideo en Uruguay) est un joueur de football international uruguayen qui évoluait au poste d'attaquant, avant de devenir ensuite entraîneur.

## Biographie

### Carrière de joueur

#### Carrière en club
Óscar Zubía joue en faveur du River Plate de Montevideo, du Club Atlético Peñarol, et enfin du club équatorien du LDU Quito.
Il remporte deux titres de champion d'Équateur avec le LDU Quito. Avec le Club Atlético Peñarol, il est finaliste de la prestigieuse Copa Libertadores en 1970, en étant battu par les argentins de l'Estudiantes de La Plata.

#### Carrière en équipe nationale
Avec l'équipe d'Uruguay, il joue 15 matchs et inscrit 4 buts, entre le 28 mai 1968, et le 10 février 1971.
Il figure dans le groupe des sélectionnés lors de la Coupe du monde de 1970. Lors du mondial organisé au Mexique, il joue deux matchs : contre l'Italie, et la Suède.

## Palmarès

### Palmarès de joueur
| River Plate Montevideo - Championnat d'Uruguay D2 (1) : - Champion : 1967. |  | Peñarol - Championnat d'Uruguay : - Vice-champion : 1971 et 1972. - Copa Libertadores : - Finaliste : 1970. |  | LDU Quito - Championnat d'Équateur (2) : - Champion : 1974 et 1975. |

### Palmarès d'entraîneur
LDU Quito
- Championnat d'Équateur (2) :
  - Champion : 1998.